# Tympanota
Tympanota is een geslacht van vlinders van de familie spanners (Geometridae), uit de onderfamilie Larentiinae.

## Soorten
- T. admeta Prout, 1958
- T. arfakensis Joicey & Talbot, 1917
- T. ceramica Rothschild, 1915
- T. crypsipyrrha Prout, 1916
- T. erecta Warren, 1895
- T. eucola Prout, 1958
- T. gyiarces Prout, 1932
- T. leucocyma Warren, 1906
- T. loxobasma Prout, 1958
- T. melanconia (Prout, 1926)
- T. olearia Prout, 1958
- T. patefacta Prout, 1958
- T. perophora Turner, 1922
- T. postrubidaria Rothschild, 1915
- T. ptychosyrma Prout, 1958
- T. rubripicta Warren, 1906